# Cyrtodactylus durio
Cyrtodactylus durio là một loài thằn lằn trong họ Gekkonidae. Loài này được Grismer, Anuar, Quah, Muin, Onn, Grismer & Ahmad mô tả khoa học đầu tiên năm 2010.